# Häststyng

Häststyng Gasterophilus intestinalis är en tvåvingeart som först beskrevs av den svenske entomologen Charles De Geer 1776.  Häststyng ingår i släktet Gasterophilus och familjen magstyng (Gasterophilidae) . Taxonomin är omdiskuterad och släktet räknas av vissa till familjen styngflugor, Oestridae. Arten är reproducerande i södra Sverige, upp till Närke och Uppland . Inga underarter finns listade i Catalogue of Life.
Det är den vanligaste av fyra arter i släktet. Pupporna kläcks i marken under högsommaren. Efter parning söker honorna upp hästar och lägger ägg i pälsen, ofta på frambenen eller andra kroppsdelar där hästen kommer åt att slicka eller bita. Äggen kommer på så sätt in i munnen där larverna utvecklas till parasiter. Ett andra larvstadium utvecklas därefter i magsäcken. Påföljande år följer de färdiga larverna med avföringen till marken där de förpuppas.

## Bildgalleri

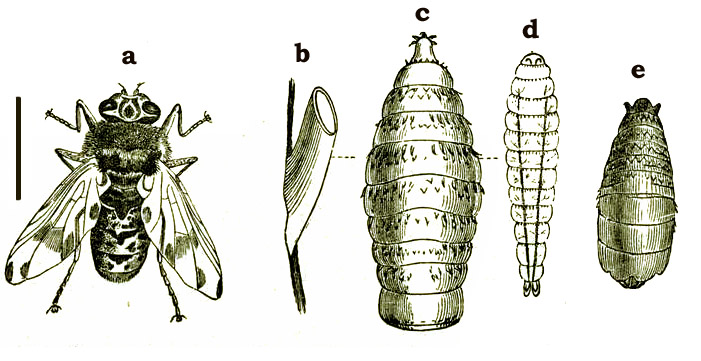
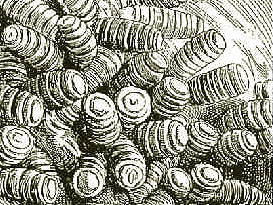
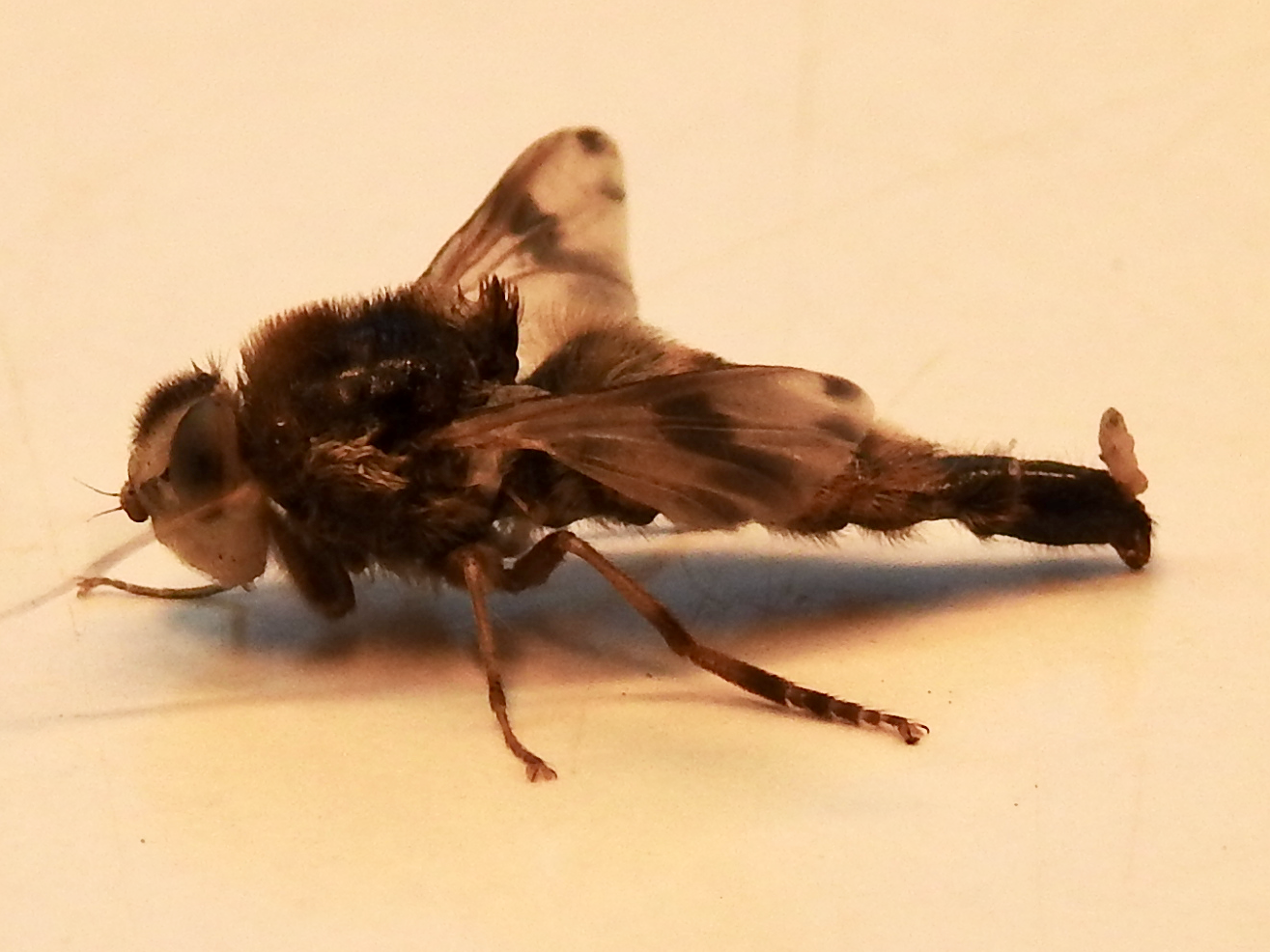
Hona av häststyng
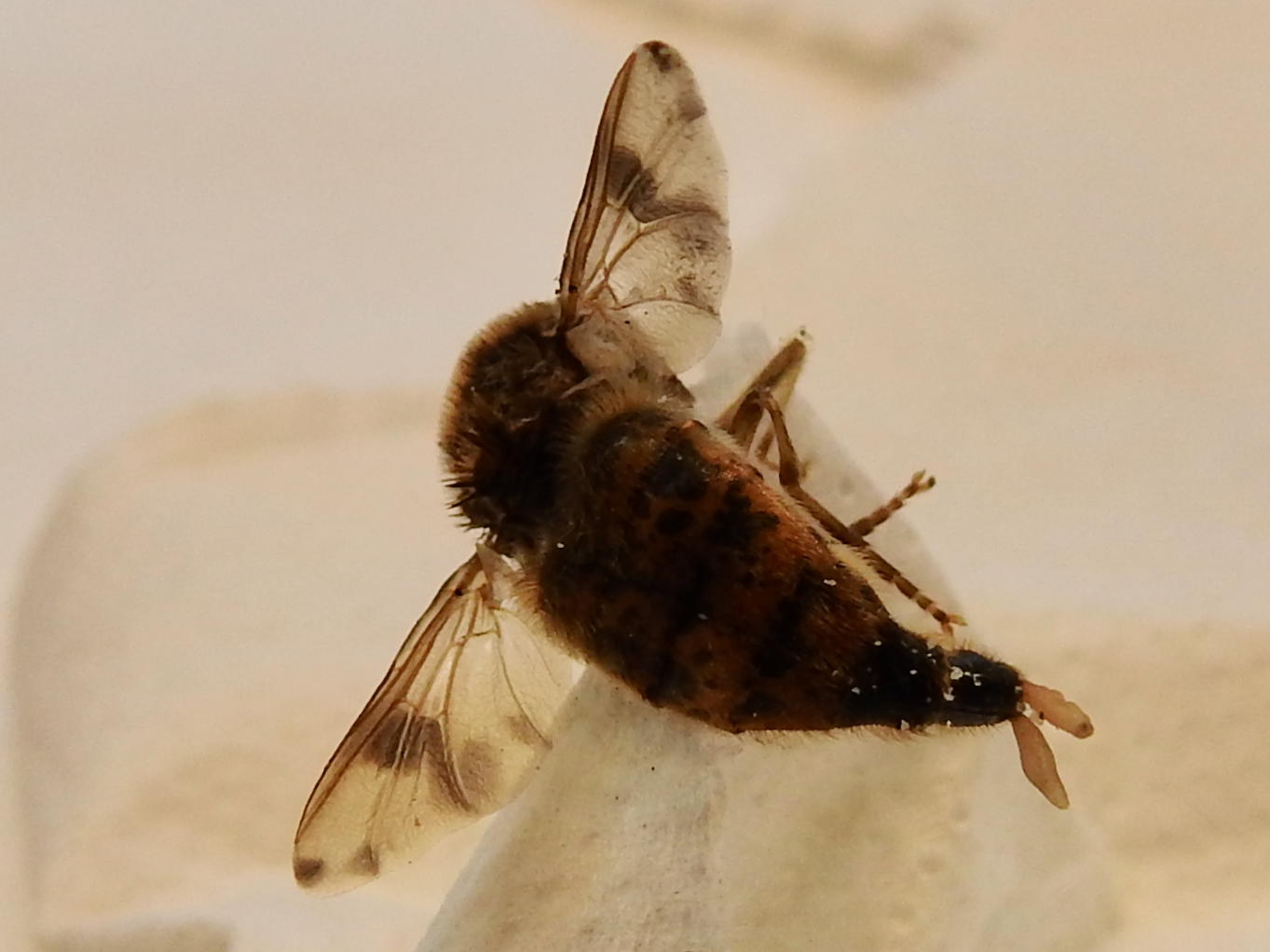
Arttypiskt mörkt fält och två fläckar i vingspetsen hos häststyng